# 平安大街
平安大街是北京城东西方向的第二条交通大动脉，是平安里西大街、地安门西大街、地安门东大街、张自忠路、东四十条的总称。于1999年8月28日正式竣工通车。平安大街东起东四十条桥，西至官园桥（全部位于二环内），全长7公里。沿线建筑包含北海公园等文化旅游景点，从官园桥和东四十条延长的道路为平安大街延长线，东段连接机场第二通道高速公路至北京首都机场三号航站楼，西段到达五路居。平安大街是继长安街后第二条北京东西向交通大动脉。

## 布局规划
平安大街具有很多富有老北京特色的景点，并且毗邻北海公园，平安大街两侧主要有孙中山行馆、和敬公主府、清陆军部和海军部旧址等，同时连接北京钟鼓楼、景山公园、什刹海等名胜古迹，沿线建筑皆为仿古式建筑与四合院。

## 交通
平安大街在早晚高峰时段会实行较为严格的交通管制，平时也较经常塞车。北京地铁6号线和北京地铁3号线途经平安大街西段和东段。很多电车（如107路与111路）都途经平安大街。

## 延长线
西沿线从官园桥起经过北京三环路花园桥，最终到达西四环；东沿线从东四十条桥途经工人体育场与朝阳公园，经过北京三环路长虹桥与北京四环路朝阳公园桥至东五环平房桥连接机场第二通道高速公路途经楼梓庄桥、金盏桥、管头桥到达首都机场3号航站楼。

## 延长线列表

### 西段延长线列表
- 车公庄大街
- 车公庄西路
- 玲珑路

### 东段延长线列表
- 工人体育场北路
- 农展馆南路
- 朝阳公园南路
- 姚家园路
- 机场第二通道高速公路